# Kidnapping der Nervensägen
Kidnapping der Nervensägen ist eine US-amerikanische Fernsehkomödie, in der die damals fünfjährigen Olsen-Zwillinge die Hauptrollen spielen. Bob Saget und Lori Loughlin, die eng mit dem Karrierestart der Olsen-Twins in Verbindung stehen, treten in kleinen Nebenrollen gegen Ende des Films auf.

## Handlung
Die alleinerziehende Rhonda Thompson fühlt sich mit Kindererziehung und Berufstätigkeit überfordert. Zumal ihre Zwillingsmädchen Sarah und Julie nicht gerade unproblematisch sind. Ihren Alltagsfrust beichtet sie ihrer Freundin Stacy, was die beiden Mädchen belauschen. Also beschließen die Mädchen ihrer Mutter eine Pause zu gönnen, indem sie für die Weihnachtsfeiertage heimlich zu ihrer Großmutter ziehen.
Auf dem Weg dorthin treffen sie den Postboten Eddie, der, ohne zu zögern, die Fürsorge übernimmt und Rhonda telefonisch über den Verbleib der Kiddies informiert. Als er die Mädchen einen Augenblick allein im Postauto lässt, ergreifen allerdings Diebe die Chance und entwenden das Fahrzeug samt menschlicher Insassen. Das Ziel des Verbrecherpaares Harvey und Shirley ist, die vielen Weihnachtsgeschenke, die sich mutmaßlich in den Paketen befinden, zu Geld zu machen. (Weihnachten steht kurz bevor.) Da sie nun aber die zwei Mädchen im hinteren Teil des Wagens entdecken, ändern sie ihren Plan. In der Regel sind Eltern bereit, beträchtliche Summen Lösegeld für ihre Kinder zu zahlen. So kidnappen sie die beiden, gewinnen ihr Vertrauen durch liebevolle Zuwendung und das Versprechen, die Mädchen zur Großmutter zu bringen. Von den Mädchen unbemerkt fordert Shirley in einem Telefongespräch 10.000 Dollar Lösegeld von Rhonda Thompson.
Die macht sich gemeinsam mit Eddie auf zum Übergabeort, einem Weihnachtsmarkt außerhalb der Stadt. Die Polizei schalten sie nicht ein, so hatte es die Entführerin gefordert. Inzwischen vergnügen sich die Zwillinge mit Harvey auf dem Weihnachtsmarkt. Der Spaß findet ein jähes Ende, als sich Harvey verplappert. Die Mädchen werden arg sauer, als sie hören, dass Harvey sie nie und nimmer zur Oma bringen wird. Vor Wut kapern sie die Kutsche des Weihnachtsmannes, der auf dem Weihnachtsmarkt Wünsche entgegennimmt. Die vorgespannten Pferde gehen dabei durch, da Eddie die Mädchen just in diesem Moment entdeckt und vor das Gespann springt, um es zu stoppen. Eddie springt gekonnt auf ein Pferd, das er kurzerhand aus dem Ponykarussell entwendet, und verfolgt die davon rasende Kutsche. Erst kurz vor einem senkrechten Abhang kann Eddie das Gefährt stoppen.
Auf dem Rückweg machen Eddie und die Mädchen halt vor einer Hütte im Wald. Grandma Mimi tritt überraschend aus dem Häuschen und begrüßt die Mädchen herzlich. Auch Rhonda trifft wenige Minuten später ein, froh ihre Töchter wohlbehalten wiederzusehen. Doch dann stören zwei Polizisten die Eintracht. Eddie und Rhonda werden verhaftet. Sie hatten die Weihnachtspakete aus Eddies Truck, den Shirley und Harvey zurückließen, geöffnet und die Waren verkauft, um das erpresste Lösegeld zusammenzubekommen. Gestohlene Ware zu verkaufen stellt nun mal für sich genommen eine Straftat dar. Zum Glück entschärft der geläuterte Harvey die Situation, indem er sich stellt – zum großen Ärger von Shirley. So können Eddie, Rhonda, Julie und Sarah gemeinsam Weihnachten feiern.

## Hintergrund
Der Film wurde in den Vereinigten Staaten am 6. Dezember 1992 erstmals gezeigt. In Deutschland wurde er am Heiligabend 1994 auf ProSieben ausgestrahlt.

### Filmmusik
Die Songs, die Eddie im Auto hört und mitsingt, sind Don’t Fence Me In von Bing Crosby (in der fünften Minute) und Roy Rogers’ Happy Trails (etwa in der 36. Minute).

## Rezeption
„Romantische Action-Komödie.“